# Club Olympique de Roubaix-Tourcoing
Il Club Olympique de Roubaix-Tourcoing è stata una società calcistica francese con sede a Roubaix. Attiva dal 1945 fino al 15 giugno 1970, ha al suo attivo dieci partecipazioni in massima serie, vincendo un titolo nella stagione 1946-47.

## Storia
La società nacque all'indomani della chiusura della seconda guerra mondiale grazie alla fusione dei tre club calcistici principali della città: il Racing Club de Roubaix, l'Excelsior de Roubaix e l'U.S. Tourcoing. Il primo presidente della società fu Amédée Prouvost, allora proprietario dello stadio di Roubaix nonché ideatore del progetto di fusione delle tre squadre. La nuova squadra ottenne immediatamente lo statuto professionale avendo la possibilità di iscriversi in massima serie: l'esordio ufficiale della squadra avvenne quindi all'inizio della stagione 1945-46 con una vittoria contro il Saint-Étienne per 3-1. Guidata da giocatori di primo piano come Henri Hilt (ex stella del Racing Club de Paris), Lucien Leduc e Ruggero Grava, la squadra ottenne nella sua prima stagione un terzo posto in campionato, migliorato l'anno successivo con la vittoria in campionato, ottenuta dopo un testa a testa con lo Stade de Reims.
Quella vittoria fu però l'unico acuto della squadra che negli anni successivi ottenne piazzamenti di classifica medio-bassa fino a retrocedere al termine della stagione 1954-55, terminata all'ultimo posto. La squadra continuò con questi risultati anche in seconda serie, subendo inoltre in quel periodo la separazione da parte del U.S. Tourcoing (1957) e del RC Roubaix (1963), quest'ultima avvenuta dopo che la squadra perse il proprio status professionale a causa di insolvenze finanziarie. Il Roubaix-Tourcoing trascorse i suoi ultimi anni in Division d'Honneur, quarta serie francese, in cui militò fino al 1970, anno in cui anche l'Excelsior de Roubaix si separò dalla società decretandone la chiusura definitiva.

## Allenatori
In ventiquattro anni di attività sulla panchina del Roubaix-Tourcoing si sono avvicendati quattordici allenatori, in prevalenza francesi. L'allenatore più longevo della storia del club è Marcel Desrousseaux, che allenò la squadra in due periodi distinti (dal 1953 al 1955 e poi nella stagione 1963-64), per un totale di quattro anni.

### Lista completa degli allenatori
- 1945-1946:  Jean Batmale
- 1946-1947:  Charles Demeillez
- 1947-1948:  Georges Winckelmans
- 1948-1949:  Ernest Payne
- 1949-1953:  Julien Darui
- 1953-1955:  Marcel Desrousseaux
- 1955:  Jean Baratte

- 1955-1959:  Stanislas Staho
- 1959:  Robert Lemaître
- 1959-1960:  Jean Lechantre
- 1960-1962:  Maurice Blondel
- 1962-1963:  Jacques Favre
- 1963-1964:  Marcel Desrousseaux
- 1968-1969:  André Cheuva
- 1969-1970:  Pierre Cnude e  Roger Boury

## Palmarès

### Competizioni nazionali
- Campionato francese: 1

1946-1947

### Altri piazzamenti
- Campionato francese:

Terzo posto: 1945-1946
- Coppa Charles Drago:

Semifinalista: 1961

## Statistiche e record
Fonte:
- Maggior numero di vittorie consecutive: 4
- Maggior numero di risultati utili consecutivi: 10
- Record di presenze:  Julien Darui,  Jacques Delepaut (243)
- Maggior numero di gol segnati:  Jean-Jacques Kretzschmar (65)